# 예루살렘 시노드
예루살렘 시노드는 1672년 3월 예루살렘 정교회 총대주교 도시테오스 노타라스가 소집한 동방 정교회의 시노드이다. 베들레헴의 예수 탄생 기념 성당 봉헌 예식 때 소집되었기 때문에 베들레헴 시노드라고도 불린다.
도시테오스 총대주교와 은퇴한 그의 전임자, 여섯 명의 수도 대주교들을 포함해, 당시 동방 정교회를 대표하는 주요 인사들 대부분이 시노드에 참석했다. 시노드 교령들은 동방 정교회의 신앙 고백문으로 널리 받아들여졌다.

## 칼뱅주의자 논란
1629년 흔히 ‘키릴로스 루카리스의 신앙 고백서’(Confessio)라고 불리는 콘스탄티노폴리스 총대주교 키릴로스 루카리스가 작성한 소책자가 라틴어판으로 제네바에서 출판되었다. 이 소책자는 칼뱅주의자들의 주장과 일치하는 18개 항목으로 요약된 신앙 고백을 담고 있었다. 같은 해에 이 책은 프랑스어와 영어, 독일어로도 번역되어 출판되었다. 이 책의 그리스어 판본은 1631년 《동방의 그리스도교 신앙 고백》이라는 제목으로 이스탄불에 나왔다. 이 책의 내용을 보면, 키릴로스는 저서에서 칼뱅주의적 시각을 견지하고 있으며, 칼뱅주의가 사실은 동방 교회의 신앙이라는 주장하기까지 하여 교회 내부에서 거센 반발을 샀다. 그를 옹호한 이들은 이 책이 키릴로스가 쓴 책이 아니라 조작된 것이라고 주장했다. 당사자인 키릴로스 본인은 이 책의 저자가 자신이라는 사실을 구두로 부인했으나 서면으로는 부인하지 않았다.
키릴로스 생전에는 물론 그가 오스만 제국 당국에 의해 구류되던 중 1638년에 교살당한 이후에도 동방 정교회 내부에서는 칼뱅주의에 대한 반대 움직임이 계속 이어졌다. 이를 나타내는 대표적인 것이 1643년 나온 키예프 수도 대주교 표트르 모길라의 《신앙 해설서》(Expositio fidei)이다.

## 칼뱅주의 논박
시노드는 칼뱅주의자들이 주장하는 무조건적 선택과 이신칭의를 둘러싼 논쟁에 종지부를 찍기 위해 키릴로스 루카리스의 신앙고백서 내용을 조목조목 논박했으며, 성찬례 안에서의 그리스도의 참 현존과 사후 영혼의 상태에 대한 정교회의 전통적인 교리를 분명히 하였다. 시노드의 결의에 대해 일부 해설자들은 실질적으로 성변화와 개인적 종말론에 대한 로마 가톨릭교회의 입장과 동일하다고 간주한다.
시노드는 성령은 성부에게서만 나온다며 성령은 성부와 성자로부터 나온다는 로마 가톨릭교회와 개신교의 입장에 대한 반대를 천명했다.
도시테오스 신앙 고백문이라고 불리는 시노드 교령들은 정교회 신앙이 칼뱅주의 교리와 양립할 수 없음을 재천명하고, 주교직의 사도 전승 필요성과 더불어 구원을 받기 위해서는 믿음과 선행이 필요하다는 것과 성사의 개수는 일곱 개라는 것, 성찬례는 성사인 동시에 산 이와 죽은 이를 위한 희생제사라는 점을 다시 더 분명하게 언급하였다.
시노드는 키릴로스의 신앙 고백서가 위조된 것이라고 주장하며, 과거 콘스탄티노폴리스 총대주교를 지냈던 사람이 이러한 이단적인 고백서를 썼다는 것을 믿기를 거부하였다.
1911년판 브리태니커 백과사전인 예루살렘 시노드를 ‘지난 수천 년을 통틀어 그리스 교회에서 작성한 가장 중요한 신앙 선언문’이라고 설명했으며, 개신교 학자 필립 샤프도 “이 시노드는 현대 동방 교회 역사에서 트리엔트 공의회에 비견할 수 있을 정도로 매우 중요하다”고 논평했다.